# K’gari
A világ legnagyobb homokszigetének tartott K’gari, korábban Fraser-sziget (angolul: Fraser Island, még korábban Great Sandy Island) a dél-queenslandi partjai előtt található, Brisbane városától körülbelül 300 km-rel északra. Területe 1840 km². 1992-ben került a világörökség listájára.
A Fraser-sziget a Great Sandy Nemzeti Park része.

## Nevének története

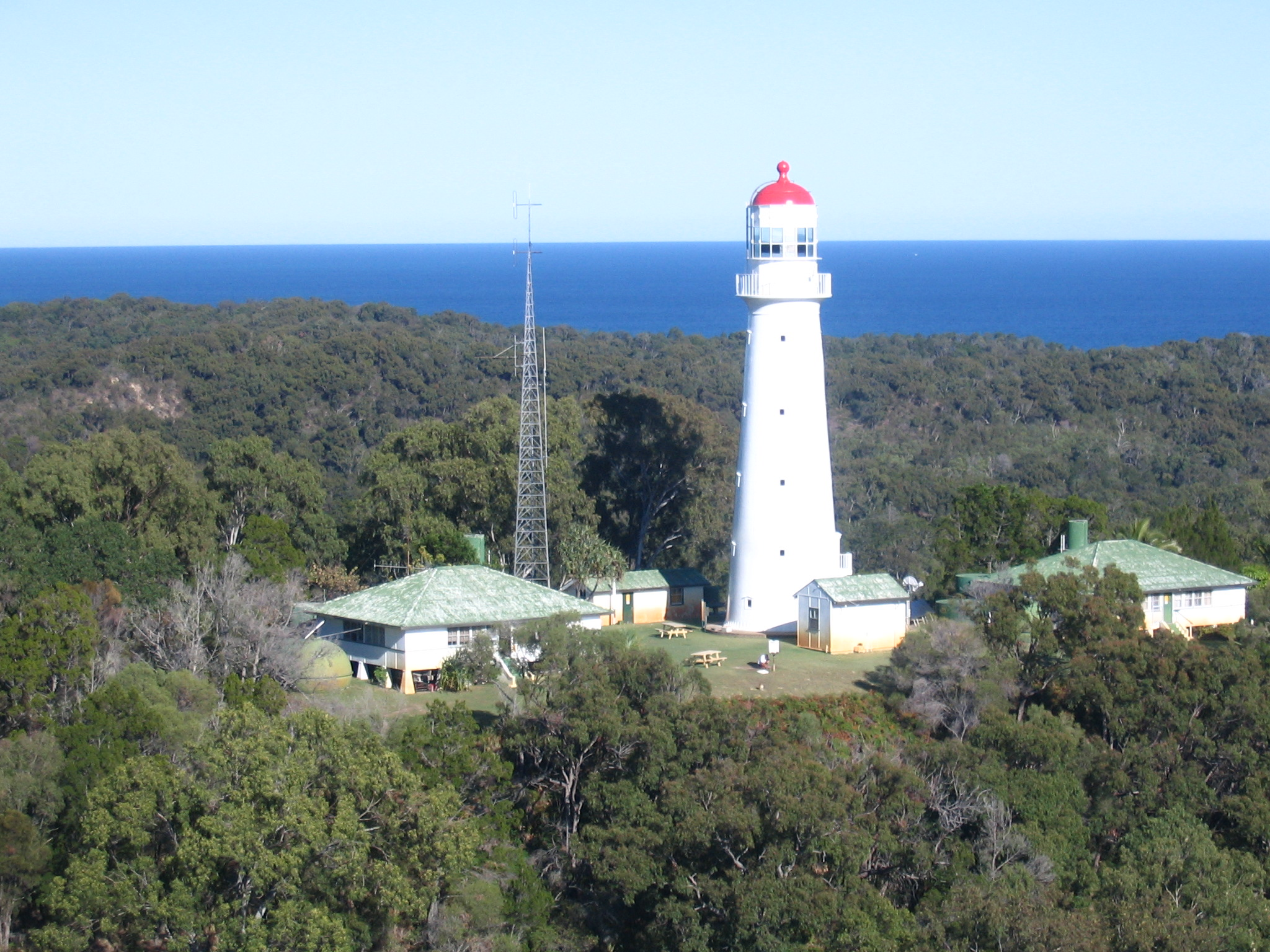
A Sandy-fok világítótornya

A sziget elnevezése egy hajótöréshez kapcsolódik. 1836-ban európai hajótöröttek evickéltek egy csónakkal a szigetre, akik közül az életben maradottakat két hónap múlva mentette meg egy expedíció. A túlélők között volt a szerencsétlenül járt hajó kapitányának felesége, Eliza Fraser is. A hölgy azt állította, hogy a férjét a sziget őslakói ölték meg, és a londoni Hyde Parkban felállított sátorban hatpennys belépőjegy ellenében szörnyű történeteket mesélt a bennszülöttek által elkövetett kínzásokról. Többek között arról, hogy a másodkapitányt elevenen, lassú tűzön megsütötték. Mrs. Fraser történetei adtak ihletet a Nobel-díjas Patrick White "A Fringe of Leaves" című művéhez.
Jelenlegi hivatalos nevének jelentése: Édenkert.

## Geológiája
A K’gari legészakibb pontján, a Sandy-foknál (angolul Sandy Cape) egy világítótorony segít a navigációban.
A sziget hossza 124 km, szélessége átlagban 10–15 km között van, a legszélesebb pontján 25 km. A sziget tengerpartjának hossza 290 km.
A legmagasabb pont a szigeten a 244 méter magas Mount Bowarrady nevű homokhegy.
A sziget kialakulásában jelentős szerepet játszott a új-dél-walesi parti folyókból származó üledéki homok, amit a tengeráramlatok sodortak észak felé. A sziget kialakulásának folyamata kétmillió évre tehető, de a jelenlegi sziget az utolsó jégkor idején, 10-20 000 évvel ezelőtt formálódott, amikor a tengerszint emelkedése elválasztotta a kontinenstől. Ez a folyamat alakította ki a queenslandi partok mentén a Fraser-szigettől délebbre lévő Déli-Stradbroke-, Északi-Stradbroke-, Moreton- és Bribie-szigeteket is.
A Fraser-szigeten csak pár vulkanikus eredetű szikla található (Indian Head, Waddy Point és Middle Rock).
A szigeten található homok szilícium-dioxidban és egyéb nehézfémekben is gazdag. A sziget belsejében mintegy 100 édesvízi tó található, egyikük a McKenzie-tó.

## Növény- és állatvilága

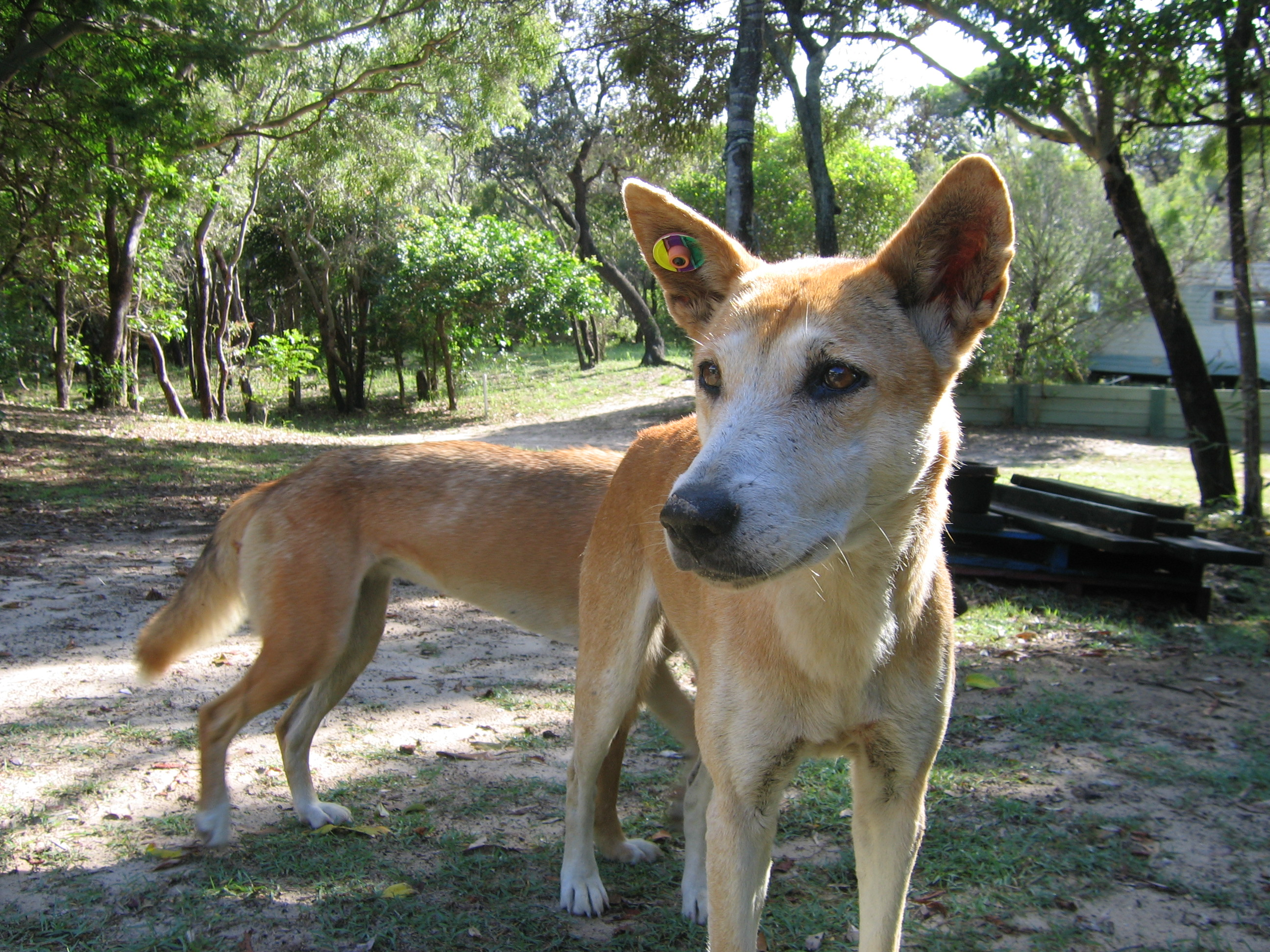
Dingók a Fraser-szigeten

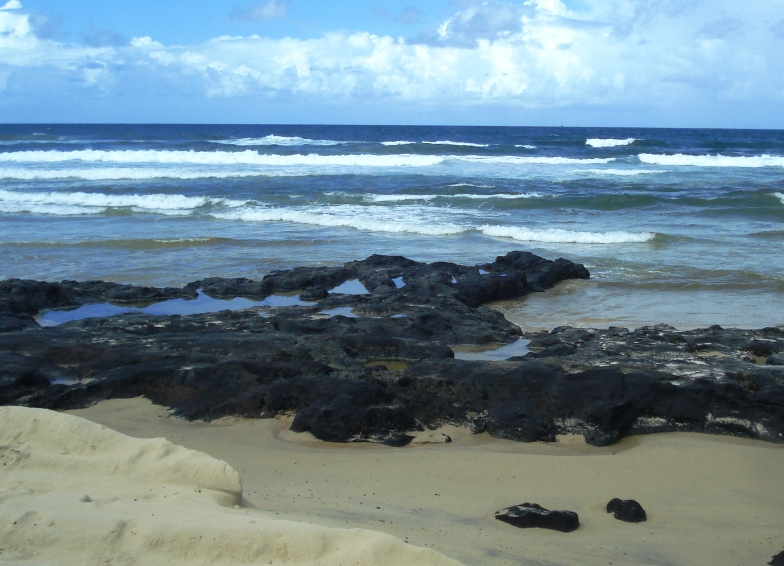
Coffee Rock

Növényzete változatos, a parti dűnék mögött esőerdők és eukaliptusz erdők is húzódnak.
Közel 350 madárfajt figyeltek meg a szigeten. Az itt található emlősök közül a dingók (Canis lupus dingo) száma csökken, 2008 januárjéban 120 és 150 között volt. Az erszényesek közül mocsári kenguru (Wallabia bicolor) és több fajta gyűrűsfarkú erszényes (Pseudocheiridae) is jelen van. Az emlősfajok száma 47. Megtalálható továbbá 79 hüllőfaj, köztük 19-féle kígyó.
A szigetet körülvevő Korall-tengerben a cetek (Cetacea) közül a púpos bálnaként ismert hosszúszárnyú bálnák (Megaptera novaeangliae) és delfinek is megfigyelhetők. A bálnák megfigyelésére legalkalmasabb időszak augusztustól októberig tart.  A parti vizekben a tengeri füvet evő dugongok (Dugong dugon), valamint cápák találhatók.

## Turizmus

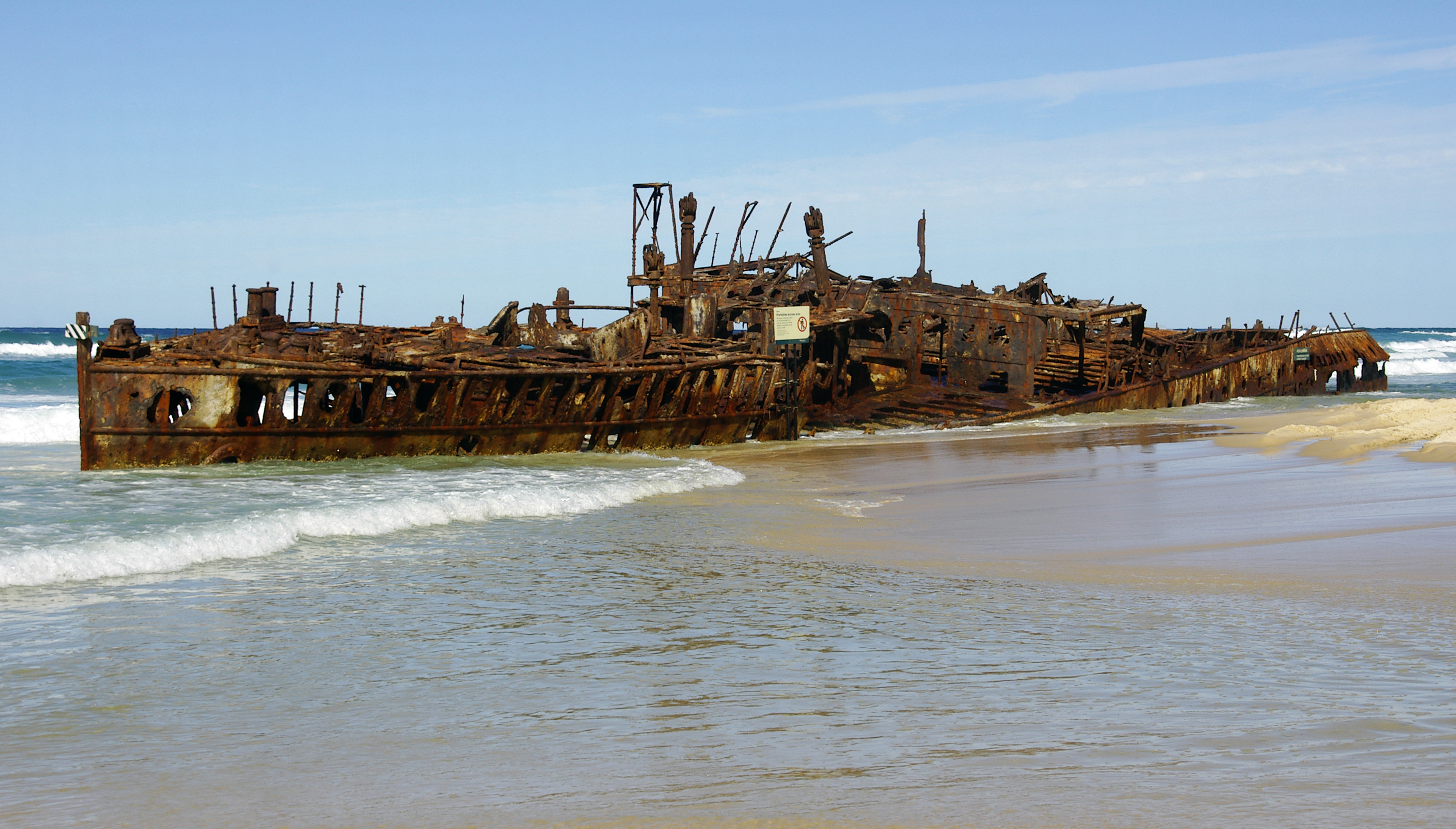
Az 1935-ben hajótörést szenvedett S.S. Maheno roncsa

A szigeten nincsen állandó település, nincs bennszülött lakosság. A turistákat néhány hotel szolgálja ki. Szárazföldi közlekedésre csak négykerékmeghajtású járműveket engedélyeznek. A sziget elsősorban ekoturizmusra alkalmas a háborítatlan természet és vadvilág miatt. A Hervey-öböl „a bálnamegfigyelés fővárosa” címet is viselhetné, mert évente 1500 púpos bálna (Megaptera novaeangliae) vonul át közelében; megtekintésükre hajós és repülős túrákat szerveznek. A bálnákat legfeljebb 300 méternyire szabad megközelíteni.
A dingókat nem szabad etetni.